# 606
Cette page concerne l'année 606  du calendrier julien. Pour l'année 606 av. J.-C., voir 606 av. J.-C. Pour le nombre 606, voir 606 (nombre).
L'année 606 est une année commune qui commence un samedi.

## Événements
- 18 février : Luoyang, nouvelle capitale des Sui, est achevée[1].

- L'empereur chinois Yang-ti met en place un système de concours littéraire pour le recrutement de ses fonctionnaires[2].
- Début du règne de Harsha, roi Pushyabhuti (en) de Thâneshvar, à l’âge de seize ans à la mort de son frère Rajya-Vardhana, assassiné par le roi du Bengale Sashanka après sa victoire sur Mâlwa ; il unifie l'Inde du Nord (fin en 647)[3].
- Fréquentes retraites de Mahomet dans une grotte de Hira, près de La Mecque (606-610)[4].
- Le patriarcat d'Aquilée se divise : le patriarche Candidianus, est élu à Ravenne par les évêques rassemblés par l'exarque Smaragde. Favorable au deuxième concile de Constantinople et au pape, il siège à Grado. Les évêques lombards élisent Jean, favorable aux Trois Chapitres, avec résidence à Aquilée[5].

## Naissances en 606
- Seondeok, reine de Silla de 632 à 647.

## Décès en 606
- 22 février : Sabinien, pape[6].
- 29 octobre : Cyriaque de Constantinople, patriarche de Constantinople.